# 圣热尔特鲁迪斯
圣热尔特鲁迪斯是巴西圣保罗州的一个市镇。总面积97.694平方公里，总人口21028人，人口密度215.2人/平方公里。